# Basquetebol nos Jogos Pan-Americanos de 2019
Os torneios de basquetebol nos Jogos Pan-Americanos de 2019 em Lima, Peru, foram  realizados de 27 de julho a 10 de agosto. Os jogos foram realizados no Coliseo Eduardo Dibos.
Foi a primeira vez em que um torneio de Basquetebol 3x3 foi realizado para homens e mulheres, aumentando o total de competições de basquetebol no programa para quatro. Isto foi feito após o Comitê Olímpico Internacional adicionar os eventos para o programa dos Jogos Olímpicos de Verão de 2020 em Tóquio, Japão. Um total de oito equipes masculinas e oito equipes femininas competiram nos torneios masculino e feminino, respectivamente, e houve um total de seis equipes em cada torneio 3x3 (com quatro atletas por equipe). Isto significa que um total de 240 atletas estavam para competir

## Calendário
| Julho / Agosto | 24 | 25 | 26 | 27 | 28 | 29 | 30 | 31 | 1 | 2 | 3 | 4 | 5 | 6 | 7 | 8 | 9 | 10 | 11 |
| -------------- | -- | -- | -- | -- | -- | -- | -- | -- | - | - | - | - | - | - | - | - | - | -- | -- |
| Basquetebol    |    |    |    |    |    | 2  |    |    |   |   |   | 1 |   |   |   |   |   | 1  |    |

|  | Dia de competição |  | Dia de final |

## Países participantes
Um total de doze delegações classificaram equipes para as competições de basquetebol. Os números em parênteses representam o número de participantes classificados.
| - ARG Argentina (32) - BRA Brasil (20) - CAN Canadá (12) - COL Colômbia (12) - USA Estados Unidos (32) - ISV Ilhas Virgens Americanas (21) | - MEX México (12) - PAR Paraguai (12) - PUR Porto Rico (28) - DOM República Dominicana (20) - URU Uruguai (16) - VEN Venezuela (20) |

## Medalhistas
| Masculino detalhes     | Argentina (ARG) Agustín Caffaro Luca Vildoza Luis Scola Facundo Campazzo Nicolás Laprovittola Nicolás Brussino Máximo Fjellerup Marcos Delía Gabriel Deck Lucio Redivo Patricio Garino Tayavek Gallizzi      | Porto Rico (PUR) Christian Pizarro Joseph Soto Devon Collier Isaiah Manderson Iván Gandía Benito Santiago Jr. Justin Reyes Emmanuel Ándujar Isaac Sosa Gilberto Clavell Derek Reese Christopher Brady                 | Estados Unidos (USA) Collin Gillespie Andre Reeves Ty-Shon Alexander Myles Cale David Duke Jr. Mustapha Heron Jermaine Samuels Jr. Myles Powell Alpha Diallo Tyler Wideman Junathaen Watson Geoffrey Groselle |  |  |  |
| Feminino detalhes      | Brasil (BRA) Isabela Ramona Raphaella Monteiro Patrícia Teixeira Tainá Paixão Lays da Silva Tatiane Pacheco Clarissa dos Santos Aline Cezário Érika de Souza Débora Costa Stephanie Soares Izabella Sangalli | Estados Unidos (USA) Kiana Williams Taylor Mikesell Tyasha Harris Kathleen Doyle Chennedy Carter Mikayla Pivec Lindsey Pulliam Peyton Williams Beatrice Mompremier Brittany Brewer Isabella Alarie Michaela Onyenwere | PUR Porto Rico Jennifer O'Neill Tayra Meléndez Anushka Maldonado Pamela Rosado Allison Gibson Sofía Roma Dayshalee Salamán Gileysa Penzo Deanna Kuzmanic Jazmon Gwathmey Isalys Quiñones India Pagan          |  |  |  |
|                        | | | |  |  |  |
| 3x3 masculino detalhes | Estados Unidos (USA) Sheldon Jeter Dominique Jones Kareem Maddox Jonathan Octeus | Porto Rico (PUR) Gilberto Clavell Josue Erazo Tjader Fernández Ángel Matías | República Dominicana (DOM) Reyson Beato Adonis Núñez Bryan Piantini Henry Valdez |  |  |  |
| 3x3 feminino detalhes  | Estados Unidos (USA) Ruth Hebard Sabrina Ionescu Olivia Nelson Christyn Williams | Argentina (ARG) Andrea Boquete Melisa Gretter Victoria Llorente Natacha Pérez | República Dominicana (DOM) Carolay Hernández Sugeiry Monsac Giocelis Reynoso Nelsy Sentil |  |  |  |

## Quadro de medalhas
| Ordem | País                     | Medalha de ouro | Medalha de prata | Medalha de bronze |    |
| ----- | ------------------------ | --------------- | ---------------- | ----------------- | -- |
| 1     | USA Estados Unidos       | 2               | 1                | 1                 | 4  |
| 2     | ARG Argentina            | 1               | 1                |                   | 2  |
| 3     | BRA Brasil               | 1               |                  |                   | 1  |
| 4     | PUR Porto Rico           |                 | 2                | 1                 | 3  |
| 5     | DOM República Dominicana |                 |                  | 2                 | 2  |
| TOTAL | TOTAL                    | 4               | 4                | 4                 | 12 |

## Classificação
Um total de oito equipes masculinas e oito equipes femininas se classificaram para competir nos jogos nos torneios masculino e feminino. Para o torneio masculino, o país-sede (Peru), junto com as sete melhores equipes da Copa América de Basquetebol Masculino de 2017 se classificaram para a competição. No torneio feminino, o país-sede (Peru), e as campeãs olímpicas dos Estados Unidos, classificaram automaticamente, além das seis primeiras equipes da Copa América de Basquetebol Feminino de 2017 se classificaram. Este é um novo sistema de classificação implementado pela FIBA Américas. Para cada torneio 3x3, o país-sede (Peru) e as melhores cinco equipes por gênero no ranking mundial de 1 de novembro de 2018 se classificarm.

### Masculino
| Evento                                        | Datas                        | Local  | Vagas | Classificados |
| --------------------------------------------- | ---------------------------- | ------ | ----- | --- |
| País-sede                                     | —                            | —      | 1 0   | PER Peru |
| Copa América de Basquetebol Masculino de 2017 | 25 de agosto - 3 de setembro | Vários | 7 8   | USA Estados Unidos ARG Argentina MEX México ISV Ilhas Virgens Americanas PUR Porto Rico URU Uruguai DOM República Dominicana VEN Venezuela |
| Total                                         |                              |        | 8     | |

- Os atuais campeão e vice (Brasil and Canadá, respectivamente) não conseguiram classificação.

### Feminino
Paraguai e Ilhas Virgens classificaram pela primeira vez na história para o torneio feminino.
| Evento                                       | Datas          | Local        | Vagas | Classificados                                                                                             |
| -------------------------------------------- | -------------- | ------------ | ----- | --- |
| País-sede                                    | —              | —            | 1 0   | PER Peru                                                                                                  |
| Campeão Olímpico                             | —              | —            | 1     | USA Estados Unidos                                                                                        |
| Copa América de Basquetebol Feminino de 2017 | 6-13 de agosto | Buenos Aires | 6 7   | CAN Canadá ARG Argentina PUR Porto Rico BRA Brasil ISV Ilhas Virgens Americanas PAR Paraguai COL Colômbia |
| Total                                        |                |              | 8     | |

### 3x3 masculino
| Evento          | Datas                 | Vagas | Classificados                                                                                     |
| --------------- | --------------------- | ----- | ------------------------------------------------------------------------------------------------- |
| País-sede       | —                     | 1 0   | PER Peru                                                                                          |
| Ranking da FIBA | 1 de novembro de 2018 | 6     | USA Estados Unidos BRA Brasil PUR Porto Rico ARG Argentina DOM República Dominicana VEN Venezuela |
| Total           |                       | 6     |                                                                                                   |

### 3x3 feminino
| Evento          | Datas                 | Vagas | Classificados                                                                                  |
| --------------- | --------------------- | ----- | ---------------------------------------------------------------------------------------------- |
| País-sede       | —                     | 1 0   | PER Peru                                                                                       |
| Ranking da FIBA | 1 de novembro de 2018 | 6     | BRA Brasil VEN Venezuela USA Estados Unidos ARG Argentina URU Uruguai DOM República Dominicana |
| Total           |                       | 6     |                                                                                                |